# Courtella gabonensis
Courtella gabonensis is een vliesvleugelig insect uit de familie vijgenwespen (Agaonidae). De wetenschappelijke naam is voor het eerst geldig gepubliceerd in 1985 door Jacobus Theodorus Wiebes.